# Лоррейн (Канзас)
Лоррейн (англ. Lorraine) — місто (англ. city) в США, в окрузі Еллсворт штату Канзас. Населення — 137 осіб (2020).

## Географія
Лоррейн розташований за координатами 38°34′8″ пн. ш. 98°19′2″ зх. д. / 38.56889° пн. ш. 98.31722° зх. д. (38.569004, -98.317223).  За даними Бюро перепису населення США в 2010 році місто мало площу 0,64 км², уся площа — суходіл.

## Демографія
Згідно з переписом 2010 року, у місті мешкало 138 осіб у 47 домогосподарствах у складі 40 родин. Густота населення становила 216 осіб/км².  Було 65 помешкань (102/км²).
Расовий склад населення:
| - 93,5 % — білих - 0,7 % — корінних американців - 1,4 % — осіб інших рас |

До двох чи більше рас належало 4,3 %. Частка іспаномовних становила 11,6 % від усіх жителів.
За віковим діапазоном населення розподілялося таким чином: 30,4 % — особи молодші 18 років, 53,7 % — особи у віці 18—64 років, 15,9 % — особи у віці 65 років та старші. Медіана віку мешканця становила 40,5 року. На 100 осіб жіночої статі у місті припадало 109,1 чоловіків;  на 100 жінок у віці від 18 років та старших — 100,0 чоловіків також старших 18 років.
Медіана доходів становила 33 929 доларів для чоловіків та 35 313 долари для жінок. За межею бідності перебувало 23,0 % осіб, у тому числі 44,1 % дітей у віці до 18 років та 0,0 % осіб у віці 65 років та старших.
Цивільне працевлаштоване населення становило 98 осіб. Основні галузі зайнятості: освіта, охорона здоров'я та соціальна допомога — 19,4 %, публічна адміністрація — 17,3 %, фінанси, страхування та нерухомість — 15,3 %.